# Montiers-sur-Saulx
Montiers-sur-Saulx é uma comuna francesa na região administrativa de Grande Leste, no departamento de Meuse. Estende-se por uma área de 45,92 km². Em 2010 a comuna tinha 380 habitantes (densidade: 8,3 hab./km²).